# Журавець лінійнолопатевий
{{#ifeq:0|0|{{#if:Geranium linearilobum|{{#if:|[[]}}|[[]]}}}}
Журавець лінійнолопатевий, гера́нь лінійнолопате́ва (Geranium linearilobum) — вид квіткових рослин родини капустяних (Brassicaceae).

## Біоморфологічна характеристика
Це багаторічна рослина. Стебла 19–46 см заввишки, прямовисні, з незалозистими трихомами. Листки 1 (або 2) чергові, але супротивні в суцвітті; листкова ніжка 0.1–0.8 мм, з незалозистими трихомами; листкова пластинка 2.3–6.6 см, пальчасто розділена, волосиста з незалозистими трихомами; сегментів 5 або 7, ромбічних або рідко лінійно-ланцетних, (1)3–15-лопатеві на вершині. Чашолистки 4.4–6.8 мм. Пелюстки пурпуруваті, (8)10–14(15) мм, прямовисні до відкритої форми, обидві поверхні голі, край при основі війчастий, верхівка вирізана з виїмкою 0.9–4.8 мм. Плід 2.1–2.9 см. Насіння 2–2.5 см.

## Поширення
Росте на південному сході Європі, у центральних і західних частинах Азії (Іран, Ірак, Казахстан, Киргизстан, Україна, Таджикистан, Південний Кавказ, Росія, Туреччина, Туркменістан, Україна, Узбекистан, Сіньцзян).
В Україні росте на степових схилах, узліссях, серед чагарників — у Степу, рідко; у передгір'ях Криму.